# الأرقام في الأساطير الإسكندنافية
يعد الرقمين ثلاثة، وتسعة، من الأرقام الرمزية في الأساطير والديانة الإسكندنافية. فكلا الرقمين (بالإضافة إلى غيرهم) قد ظهرا ضمن المصادر والشهادات التي اعتمدت عليها هذه الأساطير كما كان لها دور في عدة أمور ومواضيع أساسية ضمن هذه الأساطير.
وبالرغم من أن رقم ثلاثة قد ظهر في عدة ديانات أخرى إلا أنه في هذه الأساطير قد جاء ليضفي بغض التأثير على الرقم تسعة، وعلى الرقم 27 كما ظهر بشكل جلي في التقويم الجرماني القمري.

## الشهادات

### الرقم ثلاثة
ظهر الرقم ثلاثة في عدة مواضيع وكان له تأثير هام في سير الأساطير:
- هناك ثلاثة أنواع من العمالقة، عمالقة الجبال، الجليد والنار.
- يوجد ثلاثة مخلوقات أساسية، العملاق يمير، البقرة أودهومبلا، والإله بوري.
- قامت البقرة أودهومبلا بلعق ثلج غينونغاغاب المالح لثلاثة أيام حتى حررت الإله بوري.
- أنجب يمير ثلاثة أولاد صبي، وفتاة، اللذان وُلدا من تحت ذراعيه. وابن ذو ستة رؤوس من حف قدميه.
- كان هناك ثلاثة أجيال من العمالقة قبل الطوفان الذي حصل بسبب دم يمير. وبعدها أصبح بريغيلمير حفيده المؤسس للعرق الجديد.
- كان قلب العملاق هرونغنير مؤلف من ثلاثة زوايا على شكل مثلث ومصنوع من الحجر.
- هناك ثلاث شخصيات من النورن.
- كان أودين وأخواه فالي وفي، (أو لودور وهونير وفقا لما جاء في فولوسبا). الأولاد الثلاثة للعملاق بور. وهم الذين خلقوا العالم وأعطوا الحياة للجنس البشري.
- كان أودين حاكما للجيل الثالث من طبقة الآلهة كابن بور، وحفيد بوري.
- كان لشجرة العالم إغدراسيل ثلاثة جذور ممتدة، والرقم ثلاثة هو جذر الرقم تسعة والذي شكل العوالم.
- امتدت جذور شجرة يغديراسيل تحت ثلاثة عوالم، وقد توضعت ثلاثة ينابيع مقدسة تحتها، ينبوع أسفل كل جذر، فكان ينبوع أورد أسفل أسغارد، وينبوع ميمر أسفل يوتنهايم، وينبوع هفيرغيلمر أسفل نيفيلهايم.
- عانى أودين من ثلاثة أمور قبل أن يحصل على الأسرار السرية المقدسة، فقد شنق نفسه على شجرة العالم، وطعن نفسه برمح، وعانى من الجوع والعطش.
- في قصيدة غيلفاغينينغ، إحدى قصائد إيدا النثرية، وقف الملك غيلفي أمام ثلاثة آلهة، كل واحد أكبر من الآخر.
- أنجب لوكي ثلاثة أنواع من المخلوقات بزواجه من العملاقة أنغربودا، الذئب فينرير، الثعبان يورمونغاند، والمرأة المرعبة هيل.
- هناك ثلاثة علامات رئيسية قبل راغناروك، ولادة أبناء لوكي، موت بالدر، وفيمبيلوينتر.
- فيمبيلونتر، عبارة عن ثلاث شتاوات مستمرة بدون صيف، شتاء البرد، شتاء الذئاب، وشتاء الدم.
- تم تقييد الذئب فينرير ثلاثة مرات قبل أن يخضع أخبرا.
- تم تقييد لوكي بثلاثة قيود مصنوعة من أحشاء ابنه ومقد ربطت بالصخور من خلال ثقوب، الأولى عند كتفيه والثانية تحت ابطيه والثالة خلف ركبتيه.
- في قصيدة فولوسبا الشعرية (إحدى قصائد إيدا الشعرية)، عوى كلب الصيد المتوحش غارم ثلاث مرات في غنيباهيلر، أو كما ذُكر أيضا فإن صدى عوائه تردد ثلاث مرات.
- في فولوسبا، قامت الآلهة بحرق غولفيغ ثلاث مرات، ووُلدت من جديد ثلاث مرات.
- من علامات راغناروك، ستصيح ثلاثة ديوك، غولينغانبي عند الآلهة، فيالار عند البشر، ووثالث غير مسمى عند الموتى.
- لجسر قوس قزح بيفروست ثلاثة ألوان، كما أن لديه اسمان آخران، أسبرو وبيلروست، مما يجعلها ثلاثة.
- لهيمدال ثلاثة قوى يستخدمها كحارس لبوابة آسغارد، ينام أقل من العصفور، ويرى في الليل لمئات الأميال، ويستطيع أن يسمع صوت العشب وهو ينمو.
- لأودين ثلاثة مقتنيات هامة، رمحه غونغنير، خاتمه الذهبي دراوبنير، وحصانه ذو ثماني أرجل سليبنير.
- لثور ثلاثة أسلحة يستخدمها في صراعه مع العمالقة، مطرقته مياونير، حزام سحري يضاعف قوته، وكفان من الحديد يساعدانه في استخدام المطرقة.
- للإله فرير ثلاثة رموز سحرية، سفينته سكيدبلادنير، خنزيره البري غولينبورستي، وسيف قادر على القتال بمفرده قام بإعطائه لاحقا لسكيرنير.
- كذلك فرييا لديها ثلاثة مقتنيات خاصة، القلادة بريسينغامين، عباءة تساعدها في التحول إلى صقر، وعربة تجرها القطط.
- في معقل العملاق اوتغارد-لوكي شرب ثور الخمر ثلاث مرات من كأس يشبه البوق (أو القرن) ة ذلك خلال مسابقة للشرب، ولكنه فشل في اكمال البوق الأخير. وكان هذا كمهمة من ثلاث مهمات فشل في تنفيذها، المهمتان الثانيتان واحدة رفع قط من مخلبه، (حيث رفع مخلبا وبقي ثلاثة على الأرض)، والقضاء على امرأة عجوز. تبين لاحقا أن القرن كان متصلا مع البحر، وأن القط كان ثعبان العالم، والعجوز ليست سوى الشيخوخة نفسها.
- قبل ذهابهم إلى قلعة أوتغارد-لوكي التقى ثور ورفاقه مع العملاق المتخفي باسم مستعار (سكريمير) وقد انزعج ثور من شخيره في الليل، فقام بتوجيه ثلاث ضربات بمطرقته، ولكنه فسل في إصابته وذلك بسبب السحر.
- عرض باني سور أسغارد ببناء السور خلال ثلاثة مواسم، مقابل ثلاثة جوائز، الشمس ة القمر والزواج من فرييا.
- قصى أودين ثلاث ليالي مع العملاقة غانولد مقابل الحصول على خمر الشعر، في النهاية سمحت له بشرب ثلاث جرعات منه، جرعة من ثلاث جرات.
- صنع الأقزام المعروفين باسم أبناء إيفالدي ثلاث مصنوعات يدوية رائعة، سفينة فريي، رمح أودين، وشعر سيف الذهبي.
- القزمان إيتري وأخوه بروك، صنعا ثلاثة أنواع من المقتنيات، مطرقة ثور، خنزير فريي البري، وخاتم أودين الذهبي.
- في معبد أوبسالا هناك ثلاثة تماثيل، واحد لأودين وواحد لثور، والأخير لفريي.
- للإلهة فربغ ثلاث خادمات، فولا، غنا، وهلين.
- سيبقى ثلاثة أبناء لأودين بعد راغناروك، هودر، بالدر، وفيدار.

### الرقم تسعة
أيضا ذُكر الرقم تسعة في عدة أماكن:
- العوالم النرويجية معروفة باسم تسعة عوالم والمرتبطة معا بشجرة يغديراسيل.
- في نهاية قصيدة سكالدسكابامال ذكر سنوري ستورلسون قائمة مؤلفة من تسعة أقاليم، من الأدنى إلى الأعلى، أندلانغ، فيدبلاين، فيدفيدمير، هريود، هليرنير، غيمير، فيت-ميمير، سكاتيرنير، والموجودة (فوق الغيوم).
- كل تسعة أعوام، يقوم سكان السويد بزيارة معبد أوبسالا، حيث يقضون هناك لتسعة ليالي، ويقدمون الأضاحي من الحيوانات المذكرة والمؤنثة وفقا لآدم البريميني.
- في سكيرنيسمال، كان على فريي الانتظار تسعة أيام قبل زواجه من جيرد.
- في سفيبداغسمال، أعطت الساحرة غروا تسعة تعاويذ إلى ابنها سفيبداغ، وفي نفس القصيدة كان هناك تسع عذراوات جلسن على ركبتي مينغولد.
- في فيولسفينسمال، كان صندوق لايغيارن مقفول بتسعة أقفال.
- خلال راغناروك، سيقتل ثور الثعبان يورمونغاند، ولكنه سيخطو تسع خطوات قبل أن يسقط ميتا متأثرا بسموم الثعبان.
- وفقا لقصيدة ترولكيركا الحديثة نسبيا، كانت نيران بلوت تحرق تسعة أنواع من الأخشاب.
- يقطر خاتم أودين ثماني قطرات ذهبية كل تسعة ليالي، مشكلا خاتما شبيها بالخاتم الأساسي كل تسع خواتم.
- في قصيدة غريمنيسمال، سمح أودين بأن يُلقى القبض عليه من قبل الملك جيرود لثماني أيام وفي اليوم التاسع قام بقتله.
- كان لإيجير تسع بنات.
- كان لهايمدال تسع أمهات.
- كان هناك تسع وحوش زاحفة، يورمونغاند، نيدهوغ، غراباكر، غرافولّودر، أوفنير، سفافنير، غرافيتني، وولداه غوين وموين.
- امتطى الإله هيرمودر الحصان ذو ثماني أقدام سليبنير لتسع أيام قبل الوصول إلى هيل لاستعادة بالدر.
- كان للعملاق باوغي تسعة عبيد والذين قاموا بقتل بعضهم البعض مقابل الحصول على صخرة أودين السحرية.
- اتفق الإله نيورد وزوجته سكادي على قضاء تسع أيام في ثيريمهايم وتسع أيام في ناوتون.
- كان للعملاق ثريفالدي تسع رؤوس.
- عندما ضحى أودين بنفسه قام بشنق نفسه لتسع ليالي على شجرة العالم يغديراسيل.
- كان رمز فالكنوت مؤلفا من ثلاث مثلثات ومشكلا تسع نقاط.

## الملاحظات
1. ↑  رودولف سمايك، قاموس الأساطير الإسكندنافية، (2007) ترجمة أنجيلا هول، ISBN 0-85991-513-1